# Sosnowa
Sosnowa est une localité polonaise de la gmina de Kamieniec Ząbkowicki, située dans le powiat de Ząbkowice Śląskie en voïvodie de Basse-Silésie.